# Friedrich August von Ammon
Friedrich August von Ammon (né le 10 septembre 1799 – mort le 18 mai 1861) est un médecin allemand né à Göttingen. Il est le fils de Christoph Friedrich von Ammon (1766–1850). Reconnu pour ses travaux en ophtalmologie, il a fondé la revue Zeitschrift für die Ophthalmologie (1830) et a écrit la monographie Klinische Darstellung der Krankheiten und Bildungsfehler des menschlichen Auges, œuvre très reconnue en son temps.

## Biographie
Ammon étudie la médecine à l'université de Göttingen et de Leipzig. Il perfectionne sa formation en Allemagne et à Paris.
Il s'installe à Dresde en 1823, où il travaille comme médecin. En 1828, il devient professeur. En 1837, il est nommé médecin du roi Frédéric-Auguste II de Saxe.

## Œuvres

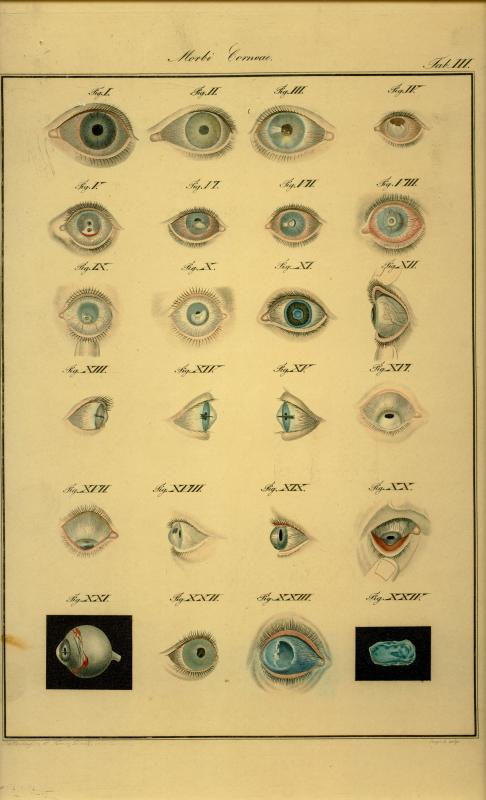
Une page de Klinische Darstellung.

- (de) De genesi et usu maculae luteae in retina oculi humani obviae, (Weimar 1830)
- (de) Die Erkenntniss und die Behandlung der asiatischen Cholera : mit Berücksichtigung der durch Leichenöffnungen gewonnenen Aufklärungen über das Wesen dieser Krankheit und mit einem Verzeichnisse der bei Behandlung derselben erprobten und vorgeschlagenen Heilmittel und Heilformeln versehen. Walther, Dresden 3. Aufl. 1831 édition numérique par la Bibliothèque universitaire et d'État de Düsseldorf
- De physiologia tenotomiae, (Dresden 1837)
- (de) Klinische Darstellung der Krankheiten und Bildungsfehler des menschlichen Auges etc. (Berlin 1838–1847, quatre volumes).
- (de) Die Behandlung des Schielens durch den Muskelschnitt, (Berlin 1840).
- (de) De Iritide, ( Berlin, 1843)
- (de) Illustrierte pathologische Anatomie der menschlichen Kornea, Sklera, Choroidea und des optischen Nerom, (hrsg. von Warnatz, Leipzig 1862).
- (de) Die angebornen chirurgischen Krankheiten des Menschen (Berlin. 1839–1842).
- (de) Die plastische Chirurgie, (with Moritz Baumgarten, Berlin- 1842).